# Tergipes tergipes
Tergipes tergipes Forskal, 1775 è un mollusco nudibranco della famiglia Tergipedidae.

## Descrizione
Le dimensioni tipiche degli adulti di questa specie sono di 5–8 mm.

## Biologia
Tergipes tergipes si nutre di idrozoi del genere Obelia, in particolare Obelia geniculata. La forma e le dimensioni delle uova sono simili a quelle di Eubranchus exiguus spesso deposte sulle stesse foglie di alghe laminariales.

## Distribuzione e habitat
La specie fu descritta da Øresund, Danimarca. La si ritrova dall'Islanda alla Norvegia e verso sud fino in Portogallo e nel mar Mediterraneo.
Indicazioni dal Brasile dovrebbero essere trattate con cautela.